# Satu Mare (okręg Suczawa)
Satu Mare – wieś w Rumunii, w okręgu Suczawa, w gminie Satu Mare. W 2011 roku liczyła 2398 mieszkańców. 